# Nastro Azzurro
Nastro Azzurro sau Peroni Nastro Azzurro (în funcție de piețele de desfacere) este o bere pilsner premium italiană produsă începând din 1963 de compania Birra Peroni din Roma. Marca Nastro Azzurro este produsă în România de compania Ursus Breweries (care a făcut parte din grupul sud-african SABMiller, iar din 2017 face parte din grupul japonez Asahi).

## Istoric

### Originea numelui
Numele berii este un omagiu adus premiului Panglica albastră (în italiană Nastro Azzurro), acordat până în 1952 navei de pasageri care reușea să traverseze Oceanul Atlantic în cel mai scurt timp, câștigat în anul 1933 de transatlanticul italian Rex⁠(d).

### Lansare și răspândire
Marca Nastro Azzuro a fost lansată în anul 1963 și avea o concentrație de alcool de 5,5%. Noul produs a avut, la început, un succes mai mic pe piață, însă a fost modificat în cei doi ani de la lansare prin scăderea conținutului de alcool și reducerea amărelii sale, sporindu-și treptat cota de piață până în anii 2000, când a devenit cea mai vândută bere italiană pe piețele externe. În multe țări, printre care și Columbia, Nastro Azzurro este vândută sub numele dublu Peroni - Nastro Azzurro și este considerată o bere de calitate superioară, consumată doar în locurile cele mai luxoase și mai la modă.
Sortimentul clasic al berii Nastro Azzurro are o concentrație de alcool de 5,1% și un conținut mai ridicat de malț.

### Comercializare
Nastro Azzurro este una dintre cele mai bine vândute beri italiene din lume, fiind exportată pe toate continentele și în peste 75 de țări.

## Producerea berii
Berea Nastro Azzurro este preparată din malț, apă dulce⁠(d), hamei Saaz⁠(d) și Tettnang și porumb local; acest soi de porumb, derivat din soiurile Nostrano dell'Isola, Scagliolo Marne și Marano selectate de Unitatea de Cercetare pentru cultivarea porumbului din Bergamo, este produs în regiunile italiene Piemont, Veneto și Lombardia.

## Sortimente
Berea Nastro Azzurro este produsă în mai multe sortimente:
- Prime Brew (2018): versiune zwickelbier⁠(d) (nefiltrată) până la gradul primar de fermentare (5,8%), creată de maestrul berar Alberto Marzaioli. Produsul a fost prezentat în cursul unui eveniment festiv organizat în 27 mai 2018 la unitatea de producție Peroni din Roma, în prezența invitaților Marco Galeffi, Joe Victor și Lo Stato Sociale⁠(d);[13] acolo a fost prezentată, de asemenea, reclama realizată de Mattia Montanari, a cărei coloană sonoră a fost concepută de Felix Jaehn⁠(d) și Alma⁠(d).[14]
- Senza Glutine (2018): versiunea fără gluten a clasicei Nastro Azzurro, disponibilă în sticle de 66 cl.
- Zero (2021): versiunea nealcoolică a clasicei Nastro Azzurro, disponibilă în sticle de 33 cl.
- Mais Nostrano (2020): ediție specială produsă cu porumb 100% italian
- Capri (2023): versiune lager mai slabă (4,6%), mai puțin amară și cu o aromă ușoară de lămâie și de frunze de măslin, concepută ca aperitiv de vară.[15][16] Lansată în martie 2023, ea este comercializată în recipiente transparente din sticlă de 33 cl; eticheta este albastră cu spații albe.

Au mai fost, de asemenea, câteva sticle produse în ediții limitate:
- Vale 7º Mondiale (2006): ediție magnum⁠(d) produsă pentru a sărbători cea de-a șaptea victorie în cadrul Campionatului Mondial de Motociclism a pilotului italian Valentino Rossi, care era la acea vreme un promotor al mărcii.[17]

## Promovare
Din 1997 până în 2006, Nastro Azzurro a fost sponsorul pilotului de motociclism Valentino Rossi; în acești zece ani de colaborare, Rossi a apărut într-o serie de campanii publicitare desfășurate sub sloganul „c'è più gusto ad essere italiani” („este mai savuros să fii italian”), în ciuda faptului că proprietarul mărcii a devenit în anul 2003 grupul sud-african SABMiller. Nastro Azzurro a sponsorizat, de asemenea, două dintre motocicletele folosite de pilotul italian originar din regiunea Marche: Aprilia Racing⁠(d) din 1997 până în 1998 și Honda Racing⁠(d) din 2000 până în 2002. Au fost realizate între 1996 și 1999 șase cutii festive dedicate Campionatului Mondial de Motociclism și cu imaginea lui Valentino Rossi, două dintre ele celebrând victoriile pilotului la campionatele mondiale din 1997 și 1999. Începând din 2021, Peroni Nastro Azzurro este sponsor al scuderiei de Formula 1 Aston Martin F1, marca sa fiind afișată pe caroseria mașinii și pe uniformele membrilor echipei.
Marca Nastro Azzurro s-a aflat printre sponsorii Festivalului de Film de la Milano⁠(d) la edițiile din 2009, 2010, 2015 și 2016.